# 鈴木凛
鈴木凛（すずき りん、1985年5月6日 - ）は、日本のタレント、歌手。東京都出身,在住。成城大学卒。シングルマザーで二児の母。前所属事務所は田辺エージェンシー。

## 来歴
産経新聞社の情報サイト「イザ!(iza!)」の初代イメージガールのコンテスト「イザンヌオーディション2006」でグランプリに輝き、初代イザンヌとして活動。
2008年3月31日から、フジテレビの人気バラエティ番組『笑っていいとも!』の14代目いいとも青年隊として、渡辺直美と共にいいとも少女隊（リン・ナオミ）を結成。
2008年4月25日、DVD「RING-リン-」を発売。
2010年4月1日、初のソロ写真集「鈴木凛×妄撮R」を発売。それに先立ち、QUOLOMOとコラボし、Tシャツを発表。
2010年4月2日をもって『笑っていいとも!』を卒業した。
2012年3月31日、田辺エージェンシーを退職。
2012年7月9日、MILANO（ミラノ）名義にてアーティスト活動を開始することを発表。
2012年9月5日、Hierophant Greenサウンドプロデュースにより、CD「Dreaa Code EP」をリリース。iTunes初登場エレクトロチャート２位を記録。
2012年12月23日、さらにMILANO LOAに改名。
2013年1月より楽曲の12ヶ月連続リリースを行う。
2014年5月7日、1stアルバム『TOKYO BOUTIQUE』をリリース。iTunesエレクトロチャート4位を記録。
2015年10月7日、『Gradation EP』をリリース。

## 人物
- いいとも少女隊で共演している渡辺直美と仲がよく、ブログにはよく渡辺の写真が掲載されている。
- 山崎製パンの｢ランチパック｣が好きで、雑誌にもランチパック好きが掲載されたことがある。
- ジロリアン（ラーメン二郎ファン、女性なのでジロリエンヌとも言う）であり（2008年10月28日付けブログによる）、二郎ファンのイベントにも参加している。
- 2015年キー局アナウンサーと結婚。二人の女児をもうけるが、2021年10月離婚。

## 出演

### テレビ
- 笑っていいとも!（フジテレビ、2008年3月31日 - 2010年4月2日）いいとも少女隊として出演
- 笑っていいとも!増刊号（フジテレビ、2008年4月6日 -2010年4月4日 ）同上
- コスコスプレプレ（フジテレビ721/フジテレビTWO、2008年4月14日 - 2012年2月）
- 全力坂（テレビ朝日、2009年1月7日、1月26日）
- 全国一斉!日本人テスト（フジテレビ、2009年1月22日、2009年5月7日 - 7月30日まで隔週レギュラーとして出演）
- 太田光の私が総理大臣になったら…秘書田中。（日本テレビ、2009年3月13日）
- クイズ!紳助くん（朝日放送、2010年5月10日）
- トリハダ（秘）スクープ映像100科ジテン3時間SP（テレビ朝日、2010年6月18日）
- ワンセグランチボックス（NHKワンセグ2、2010年8月5日）生ゲスト出演
- ホンマでっか!?TV（フジテレビ、2010年8月16日）
- もしもツアーズ（フジテレビ、2011年1月15日）

### ドラマ
- ジョーカー 許されざる捜査官（フジテレビ、2010年7月13日 - 9月14日）県警捜査一課 滝川美菜役

### CM
- セガ ぷよぷよ7(みんなのぷよ顔 3つのハード篇)

### 舞台
- 劇団ブラジル公演『さよなら また逢う日まで』（2011年5月4日 - 8日、恵比寿エコー劇場） - 初舞台

## 出版
- イザンヌ（2006年）初代イメージガール

## 写真集
- 鈴木凛×妄撮（2010年4月1日、講談社、撮影：Tommy）ISBN 978-4062162197

## ディスコグラフィ
鈴木凛名義
- キラキラ♡魔女っ娘♡cluv（オムニバスアルバム、P-Vine、2010年2月10日）
- BIN♥KANルージュ（魔法の天使クリィミーマミ挿入歌、鈴木凛×CHERRYBOY FUNCTION 名義）
- 魔法の天使クリィミーマミ～公式トリビュートアルバム～（P-Vine、2011年2月9日）
- 美衝撃“ビューティフル・ショック”

MILANO名義
- 『Dress Code EP』（2012年9月5日、アオリズムレコーズ）iTunes Storeでは先行配信した

MILANO LOA名義
楽曲配信 iTunes Store
- 「kaleidoscope」（2013.1.23）
- 「Call Me」（2013.2.20）
- 「Cant stop」（2013.3.27）
- 「Remenber you」（2013.4.24）
- 「last  scene」（2013.5.29）
- 「escape」（2013.6.26）
- 「SWEET SEASON」（2013.7.31）
- 「Weather Mind」（2013.8.31）
- 「City Of Lights」（2013.9.30）
- 「BLUE NOTE」（2013.10.31）
- 「Bluebird」（2013.11.30）
- 「Hello goodbye」（2013.12.31）

アルバム
- 『TOKYO BOUTIQUE』（2014年5月7日、UPPER FIDA）
- 『Gradation EP』（2015年10月7日、UPPER FIDA）

## DVD
- 「Ring」　（2008年、リバプール）